# Typhon Nancy (1961)
Le typhon Nancy en septembre 1961, également connu sous le nom de second typhon de Muroto (第2室戸台風,) au Japon, est un cyclone tropical extrêmement puissant de la saison dans le Pacifique nord-ouest et l'un des cyclones tropicaux les plus intenses jamais enregistrés. La pression la plus basse du typhon fut de 882 hPa et Nancy a frappé le Japon avec une force comparable au typhon Vera (伊勢湾台風) de 1959. Il a causé d'importants dégâts, ainsi que fait 202 morts et près de cinq mille blessés au Japon,,